# Корніхон східний
Корніхон східний (Calyptophilus frugivorus) — вид горобцеподібних птахів родини Calyptophilidae.

## Поширення
Ендемік Домініканської Республіки. Поширений у гірських дощових лісах Центральної Кордильєри. Колись траплявся на півострові Самана та острові Гонав. Обидві популяції вимерли у 1980-х роках.

## Опис
Птах завдовжки 18 см, враховуючи довгий хвіст. Верхня частина тіла коричневого забарвлення, нижня — біла. Невеликі ділянки жовтого забарвлення є між очима та дзьобом і на крилах.